# シムコー湖
シムコー湖（英: Lake Simcoe）は、カナダのオンタリオ州、オンタリオ湖の北、ヒューロン湖の東にある湖である。オンタリオ州の中にその全体が入っているものとしてはニピゴン湖、スール湖、ニピシング湖に次いで4番目の大きさである。17世紀に初めてヨーロッパ人が接触したとき、ヒューロン族インディアンによって、「ウーエンテイロンク」（美しい水）と呼ばれていた。「トロント湖」とも呼ばれていたが、アッパー・カナダの初代副総督ジョン・グレイブス・シムコーがその父の記憶のためにシムコー湖に改称した。
シムコー郡、ダラム地域、ヨーク地域に接している。バリー市がケンペンフェルト湾沿いにあり、オリリア市はクーチチング湖の入り口にある。シムコー湖に排水する地域には、トロント大都市圏の北部など、人口では50万人ほどが住んでいる。
ジョージナの町がシムコー湖の南岸全体に沿ってあり、クックス湾沿いのケスウィック、サットン、ジャクソンズポイント、ペファーロー、ユードラなど小さな住宅地や集落が集まっている。
イニスフィルの町はシムコー湖の西岸にあり、バリーの南、ブラッドフォードの北に位置している。

## 歴史
シムコー湖は前史時代のアルゴンキン湖と呼ばれたかなり大きな湖の名残である。このアルゴンキン湖の盆地には現在のヒューロン湖、ミシガン湖、スペリオル湖、ニピゴン湖、ニピシング湖が含まれていた。最終氷河期の終わりに氷のダムが融けて地域の水位が大きく下がり、現在の湖が残された。
17世紀に初めてヨーロッパ人が接触したとき、ワイアンドット族（ヒューロン族）インディアンから「ウーエンテイロンク」（美しい水）と呼ばれていた。1687年、カナダを探検したフランス軍人ラホンタン男爵が、この湖をイロコイ語で入り口あるいは峠を意味するタロント湖と呼んだ。タロントは当初、シムコー湖からクーチチング湖に注ぐ水路である「ザ・ナローズ」のことを指していた。その頃から多くの地図制作者がこの名前を当てていたが、地図制作者のビンセンゾ・コロネリが1965年に制作した地図に「トロント」というより一般的な名前で紹介したと考えられている。

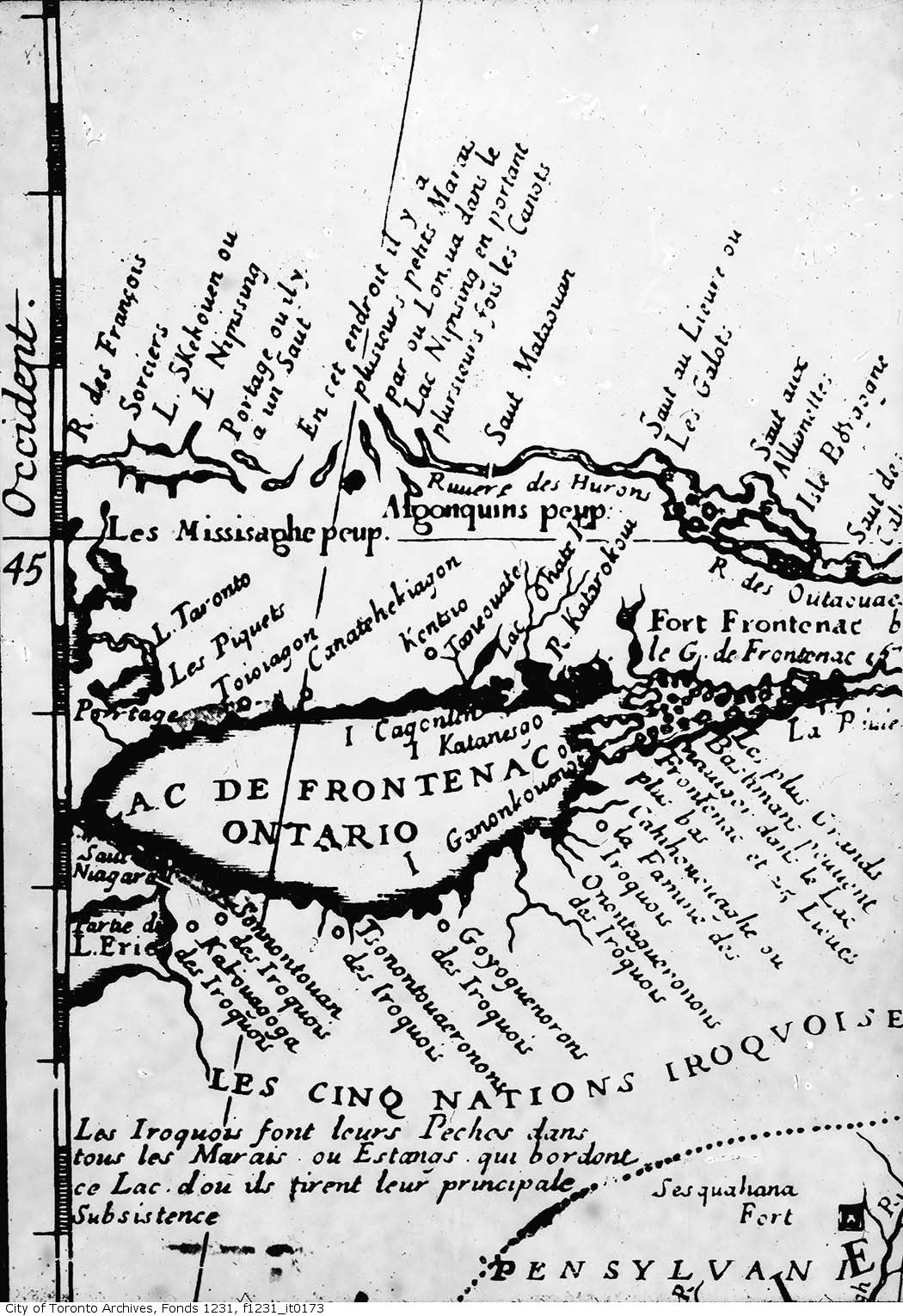
1600年代後半のフロンテナック湖（オンタリオ湖）の地図、テイエイアゴンの集落とタロント湖（現シムコー湖）が見られる

「トロント」という名前はトロント湖を通ってオンタリオ湖とジョージア湾の間の陸路であるトロント・キャリーイング・プレース・トレイル（あるいはトロント・パッセージ）の名前に使われたことで、トロント市に使われるようになった。その名前がオンタリオ湖沿い、トロント・パッセージの麓にあったフランスの初期の砦の名前にも使われた。トロント湖から出るセバーン川はかつてトロント川と呼ばれており、ジョージア湾のセバーン・サウンドに入り、ベイエ・ド・トロントと呼ばれた。
後のフランス人交易業者はこの湖を格子の湖（あるいは棚の湖）を意味する「ラク・オ・クレイ」と呼び、ヒューロン族がこの湖で梁漁を行うことを言っていた。
1793年、ジョン・グレイブス・シムコーが改名した。自分自身ではなく、父親のジョン・シムコー船長に因むものだった。シムコー船長は1710年11月28日に、イングランドの北東、ダラムのステンドロップで生まれた。イギリス海軍の士官となり、1759年5月15日にHMSペンブロークに乗艦している間に、肺炎で亡くなった。
シムコー湖の大きさは、長さ約30 km、幅25 km ある。面積は約725 km2 ある。人差し指と親指を伸ばした拳のような形をしている。西の親指に当たるのがケンペンフェルト湾であり、北に手首にあたるクーチチング湖、南に伸びた人差し指がクックス湾である。クーチチング湖は昔、ブリストル・チャネルと呼ばれるシムコー湖の3つ目の湾だったと考えられた。しかし、この2つの湖の間のザ・ナローズの存在は、これを別の湖だと見なさせるものがある。ザ・ナローズは「トロント」の訳語である「木が水の中に立つ場所」と呼ばれ、この地域に住んだファーストネーションの重要な漁場だった。またモホーク族の言葉で「トラン・テン」も、この地点から南に通る陸路であるトロント・キャリーイング・プレース・トレイルという形で「トロント」になった。
「トロント」の意味として「木が水の中に立つ場所」ということに関して、ヒューロン族が魚を囲いに入れるために水路の堆積物に杭を挿したという習慣から来ている可能性がある。切ったばかりの若木を水に挿し、堆積物の中で枝や葉を伸ばして、暫く残ることで、「木が水の中に立つ場所」になった。

## 流域と航行

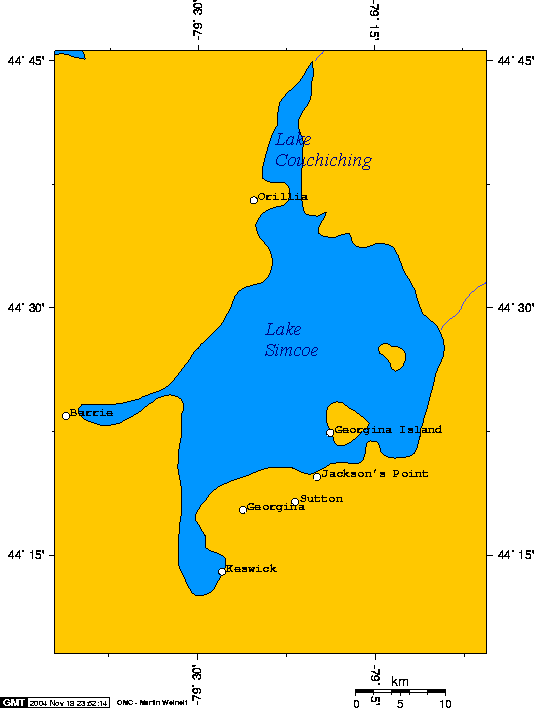
シムコー湖の概形

オンタリオ州の多くの川が北に流れてシムコー湖に入っており、その流域面積は2,581 km2 ある。東から注ぐタルボット川はトレント・セバーン水路の一部をなし、シムコー湖に注ぐ最も重要な川であり、カワーサ湖群やオンタリオ湖とを繋いでいる。シムコー湖からは北に隣接するクーチチング湖に繋がり、そこからのセバーン川がヒューロン湖の一部であるジョージア湾に流れる唯一の川である。トレント・セバーン水路には閘門があり、船の航行を可能にしている。
シムコー湖に流れ入る河川は次の通りである。
- ブラック川
- ブラフス・クリーク
- ビーバー川
- ホランド川
- マスキノンジ川
- ペファーロー川
- タルボット川
- ホワイツ・クリーク

## ジョージナ島
シムコー湖には大きなジョージナ島があり、チッペワズ・オブ・ジョージナ・アイランド・ファーストネーションの居留地になっている。他にも幾つか小さな島が点在する。ソラー島（コテージがある）、ストロベリー島（バシリウス会の隠棲地）、スネーク島、フォックス島である。ローマ教皇ヨハネ・パウロ2世が、トロントで開かれた2002年ワールドユースデーの前に、4日間ストロベリー島に滞在した。トレント・セバーン水路が完成する前に、シムコー湖の水位は極めて低く、住民が馬車や徒歩で踝まで水に浸かりながら本土まで渡ることができた。しかし水路が完成すると、水位が数フィート上昇した。

## レクリエーション
シムコー湖ではほとんど商業活動が無いが、多くのレクリエーション用途には使われている。冬季には湖面が完全に凍り、多くの穴釣り競技会が開催され、オンタリオ州でも最も釣りが盛んな湖になっている。しかし、冬季に完全に凍る湖としては世界最大級だと言われるのは憶測であり、実のところ嘘である。カナダだけでもこれと同じかあるいは大きい湖約100個が凍っている。
夏には釣りの人気が高い。しかし、多くのポーカーラン、ジェットスキー、その他ボートに関わる行事もある。湖岸には夏のコテージがあり、夏にはレクリエーション用やボート用としてよく使われている。
シムコー湖は五大湖のオンタリオ湖の浜よりも綺麗で水が暖かいという評判があり、五大湖地域から多くの観光客を呼ぶ浜が多い。浜の多くはカイトサーフィンにも使われている。南岸のジョージナにあるウィロウ・ビーチはシムコー湖で最大級であり、人気の高い公有湖浜である。
シムコー湖には7つのヨットクラブがあり、多くのレガッタを開催しており、活動的な社会を形成している。
シムコー湖はトレント・セバーン水路の一部であり、オンタリオ湖とジョージア湾、ヒューロン湖を結んでいる。
シムコー湖はスキューバダイビングでも知られている。難破船J・C・モリソンは1857年に沈んでおり、センテニアル・ビーチの格好のダイビング場所となっている。清水のダイバーに人気があるスキューバダイビングのポイントが多い。ケンペンフェルト湾はその中でも深い場所である。水の透明度は30フィート (9 m) 以上のからゼロまである。

## 生態系

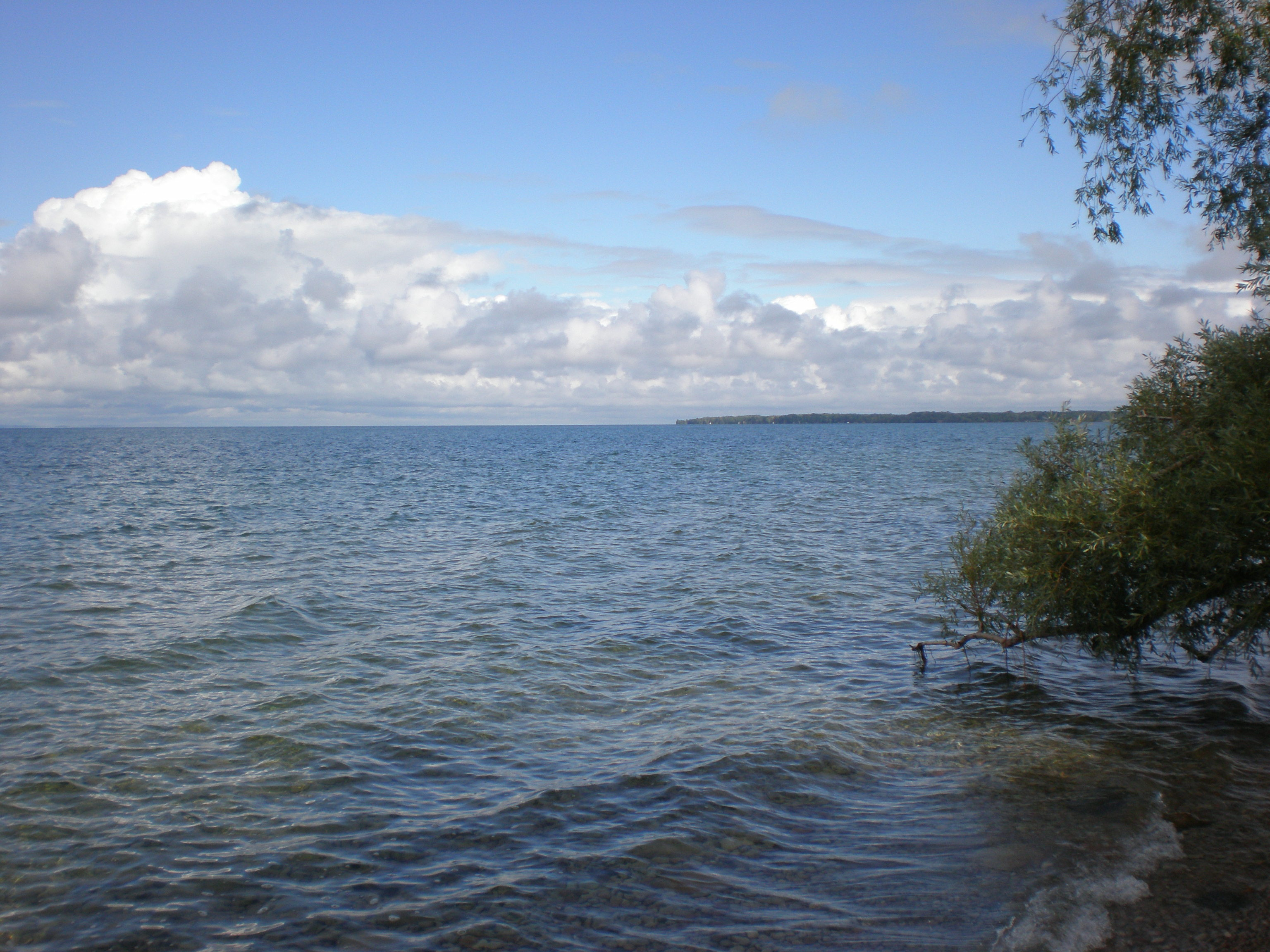
シムコー湖の景色

湖が健康なときは、レイクトラウト、ニシン、シロマスが豊富におり、活動している。カナダの穴釣りの首都と呼ばれることもある。

## 地質と自然地理

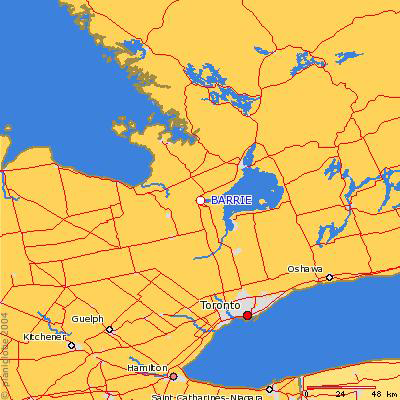
オンタリオ州内のシムコー湖の位置

シムコー湖は古生代オルドビス紀の石灰岩の上にある。しかし、氷河堆積物が深く積もっているために、ジョージナ島の湖岸のみで岩床が露出している。しかしこの岩はクーチチング湖岸でも露出しており、そこでは堆積層が薄い。クーチチング湖の北端にある湖の出口は先カンブリア時代岩床で支配され、この湖にそって中間でまずその岩床が現れている。その結果、この湖は現在まで出口流が岩を切り取ることが出来ずにあり、それによって排水している。このことは西にある一時期小さな姉妹湖のミネシング湖と似ていない。ミネシング湖はアルゴンキン湖の名残であり、後にヒューロン湖のニピシング階だった。この湖の出口はイーデンベール近くにある堆積物に作られており、大きく抉られて、この大半を排水している。今日のミネシング湖はミネシング湿地として存在しているが、毎春雪解け水が盆地を潤すときの短期間だけ湖としての姿を取り戻している。
最終氷河が後退することで均衡が崩れ、シムコー湖はその南端でしっかりと隆起し、現在ホランド湿地と呼ばれる南の浅い部分には深い有機堆積物が積もった。植生によって作られた有機堆積物は水位の上昇とともに速度を保ち、現在では広範な市場向け野菜栽培を支えている。湖に流れ入る川の全て、および大半の水流は、水位の上昇で川の水路を満たしたので、広く深く、船が航行できる。

## 環境問題
シムコー湖は著しい富栄養化の犠牲になってきた。魚種によって劇的に減少したものがあり、対照的に藻類や水生雑草類が増加している。都市や田園部からのリンの排出が湖の生態系を狂わせ、過剰な水生雑草類を生み、水温を上げ、酸素濃度を下げ、それによって限られた生育域を荒れさせた。
外来種では、ゼブラ貝、エゾミソハギ、ブラック・クラッピー、トゲミジンコ、ラウンドゴビー、ホザキノフサモが見られる。
ゼブラ貝は黒海やカスピ海原産のものが、貨物船のバラストに入って北アメリカにもたらされたと考えられ、北アメリカには1985年に入って来た。ゼブラ貝は水の透明度を上げるので、日光が湖底まで達し、それで藻類や水生雑草類が成長して富栄養化を促進させたので特に有害と考えられている。
キュウリウオも外来種であり、1960年代初期には観測されていた。在来のレイクホワイトフィッシュと競合すると考えられ、その生体数が減ったことに関係がある。
シムコー湖環境管理戦略、シムコー湖保存基金、シムコー湖地域保存公社など幾つかの民間団体が湖の環境災害を是正する取り組みを行っている。地元の活動家集団「湖の婦人達」は、ヌード写真カレンダーの販売で貯めた25万ドルを使い、政府、企業、学校、地元市民団体に湖の救済を呼びかけている。湖岸にある町や地域社会はその飲料水を湖に頼っている。
そのデリケートな生態系のバランス、さらに再生する淡水魚にも拘わらず、ヨーク地域は大規模な下水処理プラントの計画を完了させようとしている。クックス湾のホランド川に立地する予定である。このプラントの目的はシムコー湖流域の開発強化を支援することである。

## 水上警察
オンタリオ州警察、ヨーク地域警察、ダーラム地域警察、バリー警察が湖の水上をパトロールする水上警察部隊を持っている。